# Kanton La Chapelle-de-Guinchay
La Chapelle-de-Guinchay is een kanton van het departement Saône-et-Loire in Frankrijk. Het kanton maakt deel uit van de arrondissementen Mâcon (31) en Charolles (1 : Verosvres). 

## Gemeenten
Het kanton La Chapelle-de-Guinchay omvatte tot 2014 de volgende 11 gemeenten:
- Chaintré
- Chânes
- La Chapelle-de-Guinchay (hoofdplaats)
- Chasselas
- Crêches-sur-Saône
- Leynes
- Pruzilly
- Romanèche-Thorins
- Saint-Amour-Bellevue
- Saint-Symphorien-d'Ancelles
- Saint-Vérand

Na de herindeling van de kantons bij decreet van 18 februari 2014, met uitwerking op 22 maart 2015 telde het kanton 34 gemeenten.

Op 1 januari 2019 werden de gemeenten Brandon, Clermain en Montagny-sur-Grosne samengevoegd tot de fusiegemeente (commune nouvelle) Navour-sur-Grosne.

Sindsdien omvat het kanton volgende 32 gemeenten:
- Bourgvilain
- Chaintré
- Chânes
- La Chapelle-de-Guinchay
- La Chapelle-du-Mont-de-France
- Chasselas
- Crêches-sur-Saône
- Davayé
- Dompierre-les-Ormes
- Fuissé
- Germolles-sur-Grosne
- Leynes
- Matour
- Montmelard
- Navour-sur-Grosne
- Pierreclos
- Pruzilly
- Romanèche-Thorins
- Saint-Amour-Bellevue
- Saint-Léger-sous-la-Bussière
- Saint-Pierre-le-Vieux
- Saint-Point
- Saint-Symphorien-d'Ancelles
- Saint-Vérand
- Serrières
- Solutré-Pouilly
- Tramayes
- Trambly
- Trivy
- Vergisson
- Verosvres
- Vinzelles